# نیاکان

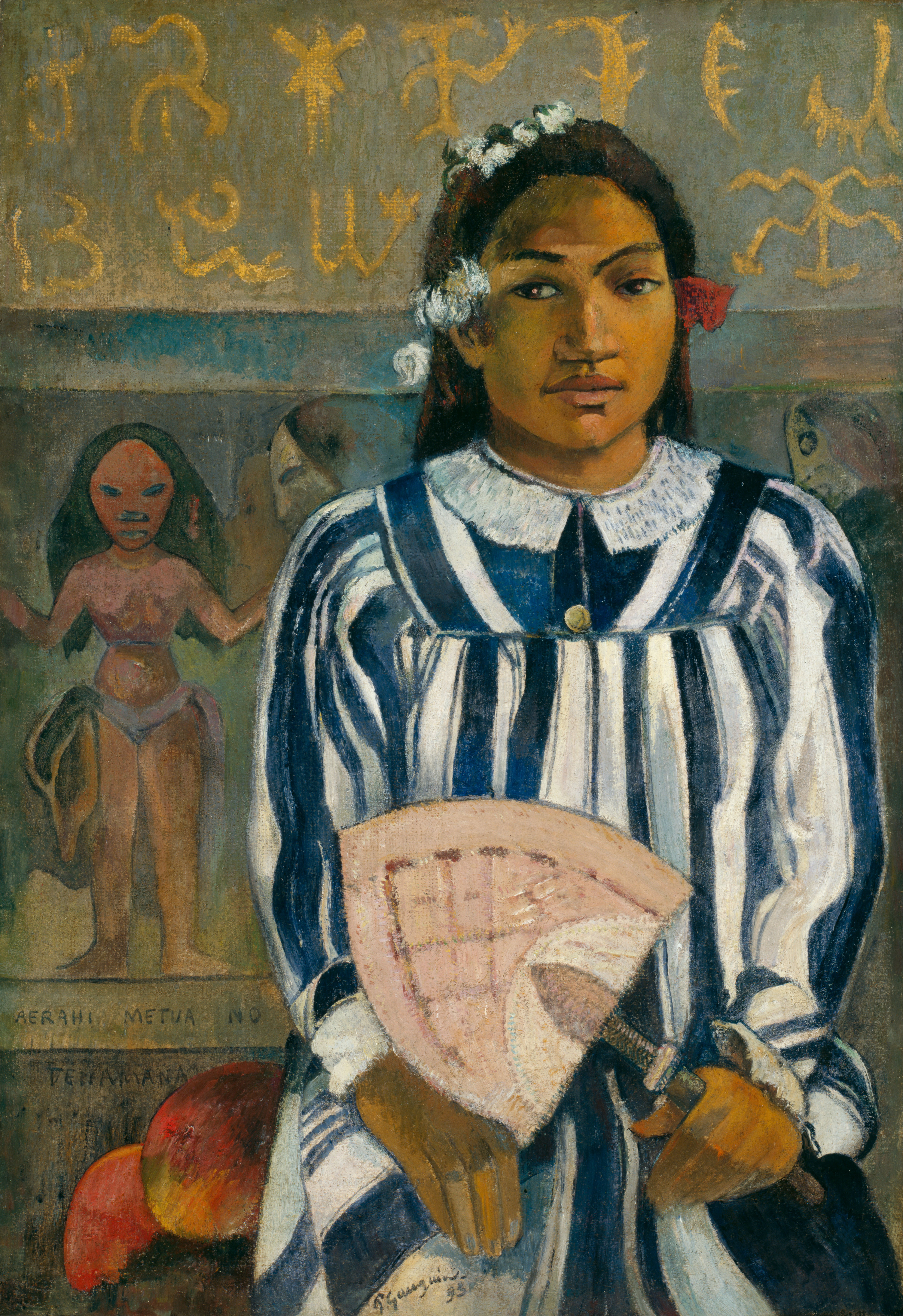
اجداد تهامانا اثر پل گوگن

منظور از اَجداد یا نیاکان، «والدین» یا «والدینِ نیاکان» (یعنی جد، جد بزرگ، جد بزرگ بزرگ، و به همین ترتیب) است.
منظور از جد یا نیا، پدربزرگ به معنای «پدرِ پدر» (جد پدری) یا «پدرِ مادر» (جد مادری) است. همچنین برای معنی جد یا نیا، مفهوم «پدرِ پدر چندانکه بالا رود» نیز منظور شده‌ است.

## پیرامون واژه
از واژه‌های دیگری که با «جد» یا «نیا» هم‌معنی باشند می‌توان به «پدربزرگ»، «بابابزرگ»، «پدرکلان»، «پدرمهین» یا «نیاک» اشاره کرد. شکل جمع جد، اجداد و شکل جمع نیا، نیاکان است. جد یا اجداد از ریشهٔ عربی، و نیا یا نیاکان از ریشهٔ فارسی هستند. واژهٔ نیا در اشعار شاعرانی چون فردوسی، ناصرخسرو، سوزنی، خاقانی و نظامی بارها آمده‌است.